# Montélimar
Montélimar (occitană Montelaimar) este un oraș în Franța, în departamentul Drôme în regiunea Ron-Alpi.
1. ↑  répertoire géographique des communes, accesat în 26 octombrie 2015
2. ↑  dataset of postal codes in France, 1 octombrie 2018